# Spamfighter
SPAMfighter er et dansk computersikkerhedsfirma, der er mest kendt for deres antispam-filter, som også kaldes SPAMfighter. Virksomheden har dog også andre produkter, så som VIRUSfighter, SPYWAREfighter, SLOW-PCfighter og FULL-DISKfighter.
Firmaet blev skabt i 2003 af Henrik Sørensen og Martin Thorborg (som bl.a. har stået bag Jubii og Amino.dk), mens også Daniel Hjortholt og Martin Dyring var involveret i opbygningen af virksomheden. Hovedkvarteret ligger i København.
SPAMfighter har udover i Danmark, afdelinger over store dele af verden, blandt andet i USA, Tyskland og  Ukraine.